# Nati nel 1436
| Questa pagina contiene informazioni ricavate automaticamente dalle voci biografiche con l'ausilio del template Bio e di un bot. L'aggiornamento è periodico e automatico e ricostruisce completamente la pagina. Se manca una persona in questa lista, sei pregato di non aggiungerla, ma accertati piuttosto che la sua voce biografica contenga il template Bio e che i dati anagrafici siano correttamente compilati. Se il template Bio manca, inseriscilo tu stesso o, in alternativa, metti l'avviso {{tmp\|Bio}} che ne segnala la mancanza. Se i dati riportati sono sbagliati, correggi direttamente la voce biografica; le modifiche saranno visibili in questa lista entro pochi giorni. Per chiarimenti vedi il progetto biografie. La lista contiene solo le 28 persone che sono citate nell'enciclopedia e per le quali è stato implementato correttamente il template Bio. Pagina aggiornata al 2 mar 2025. |

- 26 gennaio - Henry Beaufort, III duca di Somerset, condottiero inglese († 1464)
- 5 marzo - Donato Bossi, scrittore italiano († 1502)
- 11 marzo - Pino III Ordelaffi, nobile italiano († 1480)
- 4 aprile - Amalia di Sassonia, nobildonna († 1501)
- 5 giugno - Luigi di Savoia, conte di Ginevra, nobile italiano († 1482)
- 6 giugno - Regiomontano, matematico, astronomo e astrologo tedesco († 1476)
- 13 agosto - Pandolfo Rucellai, mercante e politico italiano († 1497)
- 13 settembre - Benvenuto di Giovanni, pittore italiano
- 16 novembre - Leonardo Loredan, doge († 1521)
- 26 novembre - Caterina d'Aviz, principessa portoghese († 1463)
- Leonardo Alagon, politico italiano († 1494)
- Gabriele Altilio, poeta, vescovo cattolico e umanista italiano († 1501)
- Elisabetta d'Asburgo, regina († 1505)
- Baccio Baldini, incisore italiano († 1487)
- Isabella di Borbone, nobile francese († 1465)
- Antonio Cammelli, poeta italiano († 1502)
- Francisco Jiménez de Cisneros, cardinale, arcivescovo cattolico e politico spagnolo († 1517)
- Matteo Civitali, scultore italiano († 1502)
- Antonio Lascaris di Castellar, politico italiano († 1490)
- Jan Ostroróg, scrittore e politico polacco († 1501)
- Bartolomeo Socini, giurista italiano († 1507)
- Jacob Sprenger, teologo svizzero († 1495)
- Annabella Stuart, principessa scozzese († 1509)
- Tízoc, sovrano azteco († 1486)
- Nicolò Trevisan, vescovo cattolico italiano († 1498)
- Antonio Trombetta, francescano e arcivescovo cattolico italiano († 1517)
- Guido Antonio Vespucci, politico italiano († 1501)
- Francesco del Cossa, pittore e scultore italiano († 1478)